# Търнър Ентъртейнмънт
Turner Entertainment Company е американска мултимедийна компания, основана от Тед Търнър през 1986 г. Закупена от Time Warner през 1996 г. като част от придобиването на Turner Broadcasting System (TBS), компанията е до голяма степен отговорна за надзора върху библиотеката на TBS за световно разпространение. През последните години тази роля до голяма степен беше ограничена до притежаването на авторските права, тъй като тя се превърна в дъщерно дружество само по име на Warner Bros., което понастоящем управлява тяхната библиотека.

## Заден план
На 25 март 1986 г. Тед Търнър и неговата телевизия Turner Broadcasting System закупуват Metro-Goldwyn-Mayer от Кирк Керкорян за 1,5 млрд. долара и го преименуват в MGM Entertainment Company, Inc. Въпреки това, поради притесненията във финансовата общност за натоварването на дълга на неговите компании, на 26 август 1986 г., той е принуден да продаде името на MGM, всички от Юнайтед Артистс (United Artists), и парцела, базиран в Кълвър Сити, обратно на Керкорян за около 300 милиона долара след месеци на собственост. Но за да управлява трезора, Търнър запази филмовата, телевизионната и анимационната библиотека на студиото, както и малка част от библиотеката на Юнайтед Артистс, образувайки Turner Entertainment Company. Библиотеката включва и библиотеката на Warner Bros. отпреди 1950 г. (както и повечето от анимационните филми на „Шантави рисунки“ (Looney Tunes) и „Весели мелодии“ (Merrie Melodies) преди август 1948 г.), анимационните филми на Fleischer Studios и Famous Studios за „Попай“ (Popeye), първоначално издадени от Paramount Pictures, американските, канадските, латиноамериканските и австралийските права за разпространение върху библиотеката на RKO Radio Pictures и по-голямата част от телевизионната поредица „Островът на Гилигън“ (Gilligan's Island) (без да се броят продълженията на телевизионните филми, притежавани от други компании), всички от които са собственост на United Artists. На 10 декември 1987 г. Търнър придобива световните лицензионни права за 800 от филмите на RKO от тогавашната си компания Wesray Capital Corporation.
На 3 октомври 1988 г. Turner Broadcasting стартира мрежата TNT, а по-късно Turner Classic Movies през 1994 г., за да използва бившата си библиотека на MGM/UA. По този начин Търнър изигра основна роля в опазването и възстановяването на филма. Чрез излъчването на класически филми като „Кинг Конг“ (King Kong), „Магьосникът от Оз“ (The Wizard of Oz), „Отнесени от вихъра“ (Gone with the Wind), „Гражданинът Кейн“ (Citizen Kane), „Казабланка“ (Casablanca), „Посрещни ме в сейнт Луис“ (Meet Me in St. Louis), „Аз пея под дъжда“ (Singin' in the Rain) и оригинала „Джазовия певец“ (The Jazz Singer) по многобройни кабелни канали, свързани с Търнър, както и при показването им във възрожденски филмови къщи и домашно видео по целия свят, Търнър представя ново поколение на тези филми и гарантира, че тези филми не са забравени.
На 29 ноември 1989 г. Търнър прави нов опит да купи MGM/UA, но сделката се проваля и вместо това те сформират Turner Pictures и Turner Pictures Worldwide.
На 29 октомври 1991 г. Търнър придобива Hanna-Barbera Productions и по-голямата част от библиотеката Ruby-Spears Productions преди 1991 г. от Great American Broadcasting за 320 милиона долара. Малко след придобиването, през 1992 г., Turner Broadcasting стартира Cartoon Network, а по-късно и Boomerang, за да използва огромната си анимационна библиотека за първичните сериали.
На 17 август 1993 г. Търнър закупува Castle Rock Entertainment и New Line Cinema за над 650 милиона долара.
Turner Entertainment самостоятелно разпространява голяма част от своята библиотека през първото десетилетие на своето съществуване, но на 10 октомври 1996 г. Turner Broadcasting е закупено от Time Warner и функциите му за разпространение са до голяма степен са погълнати от Warner Bros. и в резултат на това Turner сега е дъщерно дружество само на името на Warner, което служи само като носител на авторски права за част от тяхната библиотека. Настоящата цел на Hanna-Barbera като единична единица на Warner Bros. Animation е да служи като носител на авторските права за нейните творения като „Семейство Флинтстоун“ (The Flintstones), „Скуби-Ду“ (Scooby-Doo) и „Мечето Йоги“ (Yogi Bear), докато Warner Bros. се занимава с продажби и мърчандайзинг.

## Производствена компания
Като продуцентска компания Turner Entertainment създава и оригинални вътрешни програми, като документални филми за притежаваните от него филми, нов анимационен материал, базиран на „Том и Джери“ (Tom and Jerry) и други сродни анимационни свойства, и веднъж произведени за телевизия филми, минисериали, и театрални филми като „Гетисбърг“ (Gettysburg), „Том и Джери: Филмът“ (Tom and Jerry: The Movie), „Падналият ангел“ (Fallen), „Господарят на страниците“ (The Pagemaster) и „Котките не танцуват“ (Cats Don't Dance) под знамето на Turner Pictures. Търнър имаше и международна дистрибуционна единица за продажби, съответно наречена Turner Pictures Worldwide Distribution, Inc.

### Turner Feature Animation
'Turner Feature Animation беше анимационното звено на Turner, ръководено от Дейвид Киршнер и Пол Герц. „Господарят на страниците“ (Pagemaster) и „Котките не танцуват“ (Cats Don't Dance) са произведени под анимационното звено на Търнър. Отделен от раздела за пълнометражни филми на Hanna-Barbera Productions, Turner Feature Animation беше сгънат в Warner Bros. Feature Animation, който след това беше обединен в Warner Bros. Animation.

## Домашна употреба
През първото десетилетие от своето съществуване, Turner пусна по-голямата част от собствения си каталог за домашно видео чрез Turner Home Entertainment (THE). Въпреки това, филмовите библиотеки на MGM и Warner, които Търнър притежаваше, все още се разпространяваха от MGM/UA Home Video заедно с THE до изтичането на правата им през 1999 г., докато THE обработваха домашното видео разпространение на заглавия от библиотеката на RKO. Издадените филми, продуцирани от Turner Pictures на домашно видео с техните дистрибутори, и независимо пуснаха библиотеката с анимациите на Hanna-Barbera на домашно видео.
THE също така пуснаха състезания с плащане за гледане на Световното първенство по борба, профилите на борци и пакети Best Of на видео до смъртта на WCW през 2001 г.; видеотеката на WCW, заедно с правата върху името на WCW и определените договори за таланти, бяха продадени на „Световната федерация по борба“ (WWF, сега известна като WWE) през март 2001 г.
От началото на 1995 г. до началото на 1997 г. THE също така разпространява домашни видеопредавания от New Line Home Video, като поема от Columbia TriStar Home Video, както и разпространява програми на PBS за домашно видео година по-рано (поемане от несъществуващите Pacific Arts). NLHE разпространява филми от New Line на видео самостоятелно от 1997 г. до сливането на Warner Bros. и New Line Cinema през 2008 г. Предаванията на PBS вече се разпространяват на видео и DVD от собствената дистрибуторска компания на PBS, PBS Distribution.
През 1995 г. THE сключва сделка за разпространение с Columbia TriStar Home Video във Франция, Великобритания, Германия, Австрия и Швейцария, сделката изтича през 1997 г. (въпреки че някои филми, пуснати на VHS от THE, се разпространяват във Великобритания от First Independent Films).
След сливането на Turner и Time Warner, THE беше погълнато от Warner Home Video като единична единица през декември 1996 г. Въпреки това, Turner Classic Movies издава специални издания на DVD кутии от филми както от каталозите на Turner, така и от Warner под етикета на TCM. (Някои списания, най-вече Starlog, при изброяване на предстоящи издания от Warner, свързани с програмирането на Cartoon Network, го изброяват като издадено от THE, вероятно ще го разграничат от други заглавия, ориентирани към възрастни).

## Библиотека
Текущата библиотека на Turner Entertainment включва:
- Библиотеката на Brut Productions
- Почти всички филми, телевизия и анимационна библиотека на Metro-Goldwyn-Mayer, издадени преди 23 май 1986 г.[2][5]
- Материали от предшествениците на MGM – (Metro Pictures, Goldwyn Pictures и Mayer Pictures) след 1915 г., които не са влезли в публичното достояние
- Някои материали от United Artists, включително:
  - Правата на САЩ и Канада за разпространение на библиотеката на RKO Radio Pictures[23][24]
  - Повечето от поредицата на „Острова на Гилиган“ (Gilligan's Island) (оригиналната поредица и анимационните продължения)
  - Бившият каталог на Associated Artists Productions, който включва:
    - Библиотека с филмите Warner Bros, пуснати преди 1 януари 1950 г.[25][26]
      - Библиотека с анимациите на Warner Bros. от преди август 1948 г. (само цветните анимационни филми)[27]
        - Анимациите на „Весели мелодии“ (Merrie Melodies), произведени от Харман и Айзинг[28]

  - Анимациите на „Попай“ (Popeye) от Fleischer Studios и Famous Studios, първоначално издадени от Paramount Pictures между 1933 и 1957 г.[29]
- По-голямата част от библиотеката на Hanna-Barbera Productions[9]
  - Почти цялата библиотека на Ruby-Spears Enterprises преди 1991 г.